# Okręg południowobacki

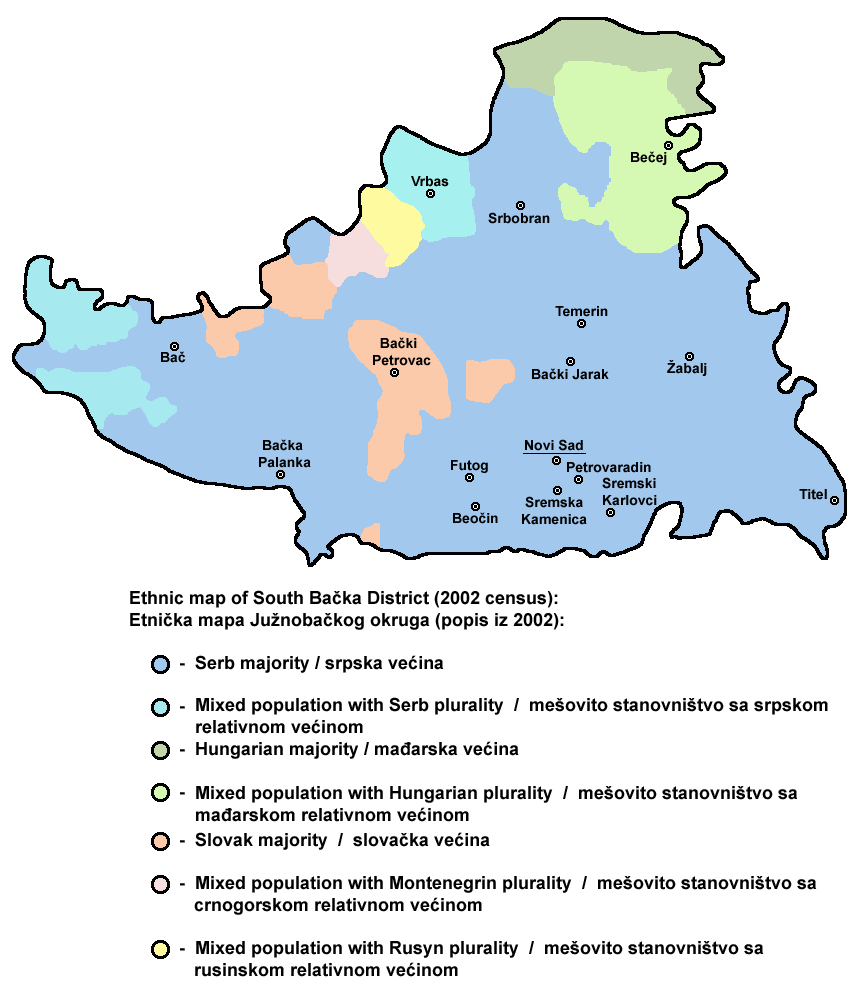

Okręg południowobacki (Baczka południowa, serb. / chor. Južnobački okrug / Јужнобачки округ, węg. Dél Bácskai Körzet, słow. Juhobáčsky okres, ruś. Южнобачки округ, rum. Districtul Backa de Sud) - okręg w północnej Serbii, w Wojwodinie.
Okręg dzieli się na 11 gmin:
- Srbobran
- Bač
- Bečej
- Vrbas
- Bačka Palanka
- Bački Petrovac
- Žabalj
- Titel
- Temerin
- Beočin
- Sremski Karlovci

Miasto Nowy Sad jest podzielone na 2 gminy:
- Nowy Sad
- Petrovaradin

Skład etniczny
- 69,06% - Serbowie
- 9,28% - Węgrzy
- 4,65% - Słowacy
- 2,92% - Czarnogórcy
- 2,68% - Jugosłowianie
- 2,02% - Chorwaci
- 1,25% - Rusini
- 1,01% - Romowie
- pozostali